# Anders Fryxell
Anders Fryxell (7. februar 1795 i Edsleskog, Dalsland – 21. marts 1881) var en svensk historiker. 
Fryxell var provst i Sunne fra 1836, var medlem af Samfundet Pro Fide et Christianismo fra 1831, af Det kongelige Nordiske Oldskriftselskab i København 1834, af Svenska Fornskrift-Sällskapet 1844, af Kungliga Vitterhets Historie och Antikvitets Akademien 1834, af Kungliga Vetenskapsakademien 1847, af Svenska Akademien 1840 og af Norske Videnskaps-Selskab i Trondheim 1872. 
Han var havde sit virke som præst og historiker og udgav fra 1823-72 Berättelser ur svenska historien i 23 band. 